# Rodica Cușnir
Rodica Cușnir (n. 3 februarie 1975) este un senator român, ales în 2024 din partea SOS. Pe 21 iunie 2025, ea a fost exclus din partid împreună cu Grigore-Adrian Peiu.